# Helmer MasOlle
Erik Helmer MasOlle, ursprungligen Ohlsson, född den 4 september 1884 i Östra Björken, Siljansnäs socken i Kopparbergs län, död 3 augusti 1969 i Stockholm, var en svensk målare, grafiker och formgivare. Han gifte sig den 1 maj 1911 med Aina Stenberg.

## Biografi
Helmer MasOlle antogs som elev vid Konstakademien 1903. Redan 1901 hade han tagit kontakt med Anders Zorn för att be om ekonomisk hjälp för resan från Dalarna till Stockholm. 1908 målade MasOlle den stora nationalromantiska målningen Mellan by och säter som inköptes av familjen Ax:son Johnson och placerades på Avesta Storfors kraftverk. I samband med en stipendieresa till England inledde MasOlle sin internationella bana som porträttmålare. Den förde honom till många platser både i Europa och i USA, där han även ställde ut.
Han har porträtterat ett stort antal kända svenskar, bland andra statsminister Per Albin Hansson, biskop Gottfrid Billing och Gustaf V som kronprins. Även hans folklivsbilder har ofta porträttets form, men där är det dalkarlar och kullor i arbetskläder eller högtidsdräkt som avbildas, exempelvis Bandväverskan och Leksandskarl i skinnpäls. MasOlle arbetade med de traditionella motiven i en rad olika tekniker – olja, akvarell, gouache och skrapteknik. Han utförde även verk i skulptur och grafik samt ritade hus, båtar och möbler. Det var Helmer MasOlle som formgav den första Volvo-bilen 1927, ÖV 4. Hans design lever kvar i det etablerade volvomärket (järnsymbolen) på den snedställda diagonalen. MasOlle är representerad vid bland annat Nationalmuseum i Stockholm.